# Nyomi Banxxx
Nyomi Banxxx, née Amanda Dee le 14 octobre 1972 à Chicago, est une actrice pornographique américaine.

## Biographie
Nyomi Banxx est née le 14 octobre 1972 aux États-Unis . Banxx avait une éducation conservatrice et était une travailleuse sociale avec une maîtrise en travail social avant de s'impliquer dans l'industrie du divertissement pour adultes. Elle a déménagé à Los Angeles, en Californie au milieu des années 90 et a débuté dans l'industrie pour adultes en 2001.
Banxx a commencé à jouer dans des films hardcore explicites au milieu de la trentaine en 2006; Elle a travaillé pour des entreprises telles que Vivid, Hustler, Elegant Angel et Adam et Eve. Elle a deux tatouages; 'Butta' sur le cœur droit du nombril, l'esprit de la déesse dans le bas du dos et a été nommée pour plusieurs AVN Awards.
Nyomi a remporté le prix Urban X du meilleur interprète MILF en 2009; elle a ensuite remporté deux autres Urban X Awards pour la meilleure scène de sexe anal et interprète féminine de l'année en 2011. De plus, Banxx gère non seulement son propre site officiel et société de production That's Common Productions, mais est aussi une chanteuse et musicienne accomplie avec son propre label de musique.
Animatrice de radio et actrice de films pour adultes. Elle a remporté trois Urban X Awards et est devenue l'hôte d'un programme Sirius XM appelé "Chocolate Radio".
Elle a joué dans un film indépendant de 2009 appelé Caught in the Game.

## Récompenses
- 2009 Urban X Awards winner – Best MILF Performer
- 2011 Urban X Awards winner – Female Performer of the Year
- 2011 Urban X Awards winner – Best Anal Sex Scene - Dynamic Booty 5
- 2016 AVN Awards winner – Best Non-Sex Performance, Suicide Squad XXX: An Axel Braun Parody

## Nominations
- 2007 AVN Awards nominee – Best Oral Sex Scene, Film - Manhunters
- 2010 AVN Awards nominee – Best Original Song - "Goin' on In" in The Jeffersons: A XXX Parody
- 2011 XRCO Awards nominee – Unsung Siren
- 2011 XBIZ Awards nominee – Acting Performance of the Year, Female - Official Friday Parody
- 2011 AVN Awards nominee – Best Actress - Fatally Obsessed
- 2011 AVN Awards nominee – Unsung Starlet of the Year
- 2011 AVN Awards nominee – Best Oral Sex Scene - Throat Injection 3
- 2013 Sex Awards nominee – Porn Star of the Year
- 2013 The Fannys nominee – Ethnic Performer of the Year
- 2013 XBIZ Awards nominee –Best Actress - Parody Release' - Training Day: A Pleasure Dynasty Parody
- 2013 XBIZ Awards nominee – Best Actress, Best All-Girl Group Sex Scene, Training Day: a XXX Parody
- 2013 AVN Awards nominee – Best Actress - Parody Release' - Training Day: A Pleasure Dynasty Parody
- 2013 AVN Awards nominee – Best Actress, Best All-Girl Group Sex Scene, Training Day: a XXX Parody
- 2014 NightMoves nominee –Best Butt
- 2014 NightMoves Fan Awards nominee – Best Butt
- 2016 XBIZ Awards nominee – Best Non-Sex Performance, Suicide Squad XXX: An Axel Braun Parody

## Filmographie sélective
- 2006 : No Man's Land Interracial Edition 9
- 2007 : Women Seeking Women 33
- 2008 : No Man's Land Coffee and Cream 2
- 2009 : Lesbian Beauties 4: Interracial - Ebony and Ivory
- 2010 : Lesbian Pussy
- 2011 : Women Seeking Women 72
- 2012 : Interracial Lesbian Romance
- 2013 : My Friend's Hot Mom 36
- 2014 : Big Butt All Stars: Nyomi Banxxx
- 2015 : FANtasy
- 2016 : Extreme Black Ass
- 2017 : Interracial Lesbians